# Покровский собор (Ахтырка)
Покровский собор — православный храм в городе Ахтырке Сумской области, кафедральный собор Сумской епархии Украинской православной церкви. Бывшее место нахождения Ахтырской иконы Божией Матери. Признан историко-архитектурным памятником Украины национального значения.

## Обретение иконы
По преданию, 2 июля 1739 года священник деревянной Покровской церкви, находившейся невдалеке от того места, где ныне располагается собор, отец Даниил, во время сенокоса увидел в траве икону Божией Матери. Икону перенесли в церковь, где в скором времени она начала являть чудеса исцеления больных. В 1751 году, после восьмилетнего «следствия о чудесах святой иконы», Священный синод Русской православной церкви признал Ахтырскую икону Божией матери чудотворной. 25 апреля 1753 года по приказу императрицы Елизаветы на месте обретения чудотворной иконы был заложен храм. При этом 2000 рублей в фонд строительства храма пожертвовала лично Елизавета Петровна, о чём собственноручно сделала запись в церковной книге.

## История храма
Церковь возводилась с 1753 по 1768 годы. Зодчий по документам не установлен. Долгое время проект приписывался знаменитому графу Растрелли. В современных изданиях его приписывают (по стилистическим соображениям) другим архитекторам, например Дмитрию Ухтомскому. Непосредственно возведением храма руководил архитектор Степан Дудинский.
Первым, 28 мая 1768 года, был освящён южный престол храма — во имя Положения честной ризы Богоматери; в том же году был освящён и северный престол — праведных Захария и Елисаветы. Центральный же престол — во имя Покрова Пресвятой Богородицы — ждал освящения до 1773 года, пока не был готов пятиярусный резной иконостас, расписанный академиком живописи И. С. Саблуковым (не сохранился). В 1774—1884 годах рядом с собором по проекту П. А. Ярославского была построена Введенская церковь-колокольня.
В Покровский собор щедро потекли пожертвования знатных людей — в 1768 году граф Сергей Шереметьев подарил собору золотой с бриллиантами крест со святыми мощами 13 святых, граф Пётр Панин в 1771 году передал собору напрестольное Евангелие, серебряные чаши, графиня Анна Чернышова пожертвовала в 1809 году бриллиантовое перо, кадило весом в 13 фунтов, расшитую золотом плащаницу.
С Покровским собором связаны имена ряда деятелей украинской культуры. В 1823 году тут было зарегистрировано рождение украинского поэта-романтика Якова Щёголева. В 1870-х годах на клиросе собора поёт будущий поэт и переводчик Павел Грабовский.
Во времена советской власти в Свято-Покровском соборе были расположены складские помещения. В годы второй мировой войны собор серьёзно пострадал. В 1960-х годах местные власти Ахтырки намеревались снести полуразрушенное здание собора, а на его месте построить гостиницу или универмаг. Однако собор уцелел и был реставрирован в 1970—1972 годах. 6 апреля 1991 года в соборе была проведена первая после долгого перерыва церковная служба. Ныне храм является кафедральным собором Сумской епархии Украинской православной церкви Московского патриархата.

## Архитектура собора
Свято-Покровский кафедральный собор построен из местного кирпича и является трёхчастным в плане. Основу конструкции собора представляет восьмерик диаметром 28,5 метров. Центральный купол собора покоится на четырёх квадратных столбах со стороной 3,5 метра каждый. Общая длина храма по фасаду (с алтарной частью и бабинцем) составляет 45 метров. Здание храма двухсветное, высота центрального купола в интерьере — 39 метров. Купол увенчан шлемовидной главой с декоративным фонариком, завершённым вытянутой луковичной главкой; общая высота храма с крестом — 46 метров.
Оштукатуренные фасады собора разделены карнизом на два яруса и декорированы пилястрами, облицованными рустом; окна оформлены наличниками. Западный фасад украшен четырёхколонным портиком и снабжён глубокой арочной нишей с балконом, ограждённым металлической решёткой. В интерьере собора — пилястры с ионическими капителями, лепка растительного и рокайлевого характера.

## Ахтырская икона Божией Матери
Ахтырская икона изображает Богородицу молящейся, со сложенными на груди руками и непокрытой головой, что ближе к католической иконографии. Слева от фигуры Богородицы — Иисус Христос на Голгофском кресте.
Чудотворный образ Ахтырской Богоматери находился в Свято-Покровском соборе до 1844 года, когда его передали в Ахтырский Свято-Троицкий монастырь. С иконы, почитавшейся целительницей от многих болезней, было сделано более двадцати списков. Один из них находится в Москве, в храме Воскресения Словущего на Арбате. В честь Ахтырской иконы Божией Матери были названы несколько православных храмов — в Брянской, Орловской, Царицынской, Московской, Омской губерниях; современная часовня в Петрозаводске.
В 1903 году икона была отправлена на реставрацию в Санкт-Петербург, однако по дороге бесследно исчезла. Только в 1975 году появились сведения о том, что она якобы находится на Американском континенте, — по разным данным, в Сан-Франциско или в Канаде. В настоящее время в храме пребывает один из списков с иконы.